# Rymosia connexa
Rymosia connexa är en tvåvingeart som beskrevs av Johannes Winnertz 1863. Rymosia connexa ingår i släktet Rymosia och familjen svampmyggor. Arten är reproducerande i Sverige. Inga underarter finns listade i Catalogue of Life.